# Tara Devi de Kapurthala
Tara Devi, née Eugenie Grosup le 22 janvier 1911, morte le 8 décembre 1946, est une actrice et danseuse tchèque qui devient la sixième épouse du maharajah Jagatjit Singh de Kapurthala, en Inde, en 1942. Ils se sont rencontrés plusieurs années auparavant à Vienne, où elle jouait le rôle d'Anitra dans le drame Peer Gynt d'Henrik Ibsen au Burgtheater.
Le couple se sépare en 1945 et, par la suite, les projets visant à lui permettre de se rendre aux États-Unis échouent. Le 8 décembre 1946, elle fait une chute mortelle du Qûtb Minâr, à Delhi.

## Biographie
Tara Devi, également connue sous le surnom de Nina, est née Eugénie Grosup à Munzwardeingasse, Vienne,,. Elle est la fille de l'actrice Maria Eleanora Grosup (1889-1945). Les registres de baptême de l'Église catholique viennoise de 1918 indiquent que sa date de naissance est le 22 janvier 1911 et la décrivent comme une femme illégitime. Les Archives nationales de l'Inde (en) conservent un document d'enregistrement où son nom est mal orthographié « Engenie » et où son année de naissance est 1914. L'ambassade de la République tchèque à New Delhi indique que son père est le comte hongrois Karatsonyi. Son tuteur est Leon Pistol.
En 1935, elle est choisie pour jouer Anitra dans le drame Peer Gynt d'Henrik Ibsen au Burgtheater de Vienne. Selon Leon Pistol, c'est lors d'une de ses représentations que le Maharaja Jagatjit Singh la voit pour la première fois,.